# دومينيك دا سيلفا (سياسي)
دومينيك دا سيلفا (بالفرنسية: Dominique Da Silva) هو سياسي فرنسي، ولد في 30 يونيو 1968 في فرنسا. حزبياً، نشط في الجمهورية إلى الأمام!. وقد انتخب نائب فرنسي عن دائرة Val-d'Oise's 7th constituency ‏ وقد انضم خلال فترته النيابية ‏ (21 يونيو 2017 – )  للكتلة البرلمانية تكتل الجمهورية على الدرب ‏.